# Greg Henderson
Gregory Henderson (født 9. oktober 1976 i Dunedin) er en tidligere professionel newzealandsk bane- og landevejscykelrytter. Han kom til det tyske hold T-Mobile Team i 2007 og skiftede i 2010 til engelske Team Sky. Fra sæsonen 2012 skrev han kontrakt med Lotto.